# 腾冲异形木
腾冲异形木（学名：Allomorphia howellii）为野牡丹科异形木属下的一个种。